# Grave (tổng)
Tổng Grave là một tổng của Pháp nằm ở tỉnh Hautes-Alpes trong vùng Provence-Alpes-Côte d'Azur.

## Địa lý
Tổng này được tổ chức xung quanh La Grave thuộc quận Briançon. Độ cao thay đổi từ 1 135 m (La Grave) à 3 976 m (La Grave) với độ cao trung bình 1 569 m.

## Hành chính
| Giai đoạn | Ủy viên          | Đảng | Tư cách |
| --------- | ---------------- | ---- | ------- |
| 2008-2014 | Xavier Cret      | SE   |         |
| 2001-2008 | Jean-Paul Durand | DVD  |         |

## Các đơn vị cấp dưới
Tổng Grave gồm 2 xã với dân số là 730 người (điều tra năm 1999, dân số không tính trùng)
| Xã             | Dân số | Mã bưu chính | Mã insee |
| -------------- | ------ | ------------ | -------- |
| La Grave       | 511    | 05320        | 05063    |
| Villar-d'Arêne | 219    | 05480        | 05181    |

## Biến động dân số
| 1962                                                     | 1968 | 1975 | 1982 | 1990 | 1999 |
| -------------------------------------------------------- | ---- | ---- | ---- | ---- | ---- |
| 697                                                      | 722  | 668  | 637  | 633  | 730  |
| Nombre retenu à partir de 1962 : dân số không tính trùng |      |      |      |      |      |